# Андерсен, Антон (виолончелист)
Антон Йорген Андерсен (норв. Anton Jørgen Andersen; 10 октября 1845, Кристиансанн — 9 сентября 1926, Стокгольм) — шведский виолончелист, композитор и музыкальный педагог норвежского происхождения.
Играл в театральных оркестрах в Кристиании (1864) и Тронхейме (1865), затем обосновался в Стокгольме, изучал композицию под руководством Юхана Линдегрена. В 1871—1905 гг. виолончелист Королевской капеллы, с 1880 г. концертмейстер виолончелей. В 1882 г. избран в Королевскую музыкальную академию.
Написал пять симфоний (из которых Пятая, с речитативом и хором, написана на текст Хенрика Вергеланна), сонату и Норвежскую рапсодию для виолончели и фортепиано, струнный квартет, концертштюк для пяти виолончелей и трёх контрабасов и несколько других сочинений для подобных составов, использовавшиеся в педагогической работе в консерваторских классах виолончели и контрабаса.
Обе дочери Андерсена, Астри и Ингрид Мария, стали пианистками.